# Möðrudalskirkja
Möðrudalskirkja ligger i Valþjófsstaðakakalla, Múlaprósdæmi. Den byggdes 1949 av Jón A. Stefánsson (1880-1971), en bonde, gjorde henne till minne efter sin fru, Thor Vilhjálmsdóttir, som dog 1944. Kyrkan invigdes den 4 september 1949.
Kyrkan är byggd på den gamla Möðrudalskirkjans grund, det har innan 1949 inte varit en kyrka där på 22 år.  
Jón A. Stefánsson byggde och dekorerade hela kyrkan, inklusive altarbordet, som visar bergsbibeln. 